# Ева Зееманова
Ева Зееманова (на чешки: Eva Seemannová) е чешка актриса, театрална преподавателка и преводачка на есперанто.

## Биография и творчество
Ева Зееманова, с рождено име Ева Шубертова, е родена на 21 март 1920 г. в Прага, Чехословакия. След като завършва гимназия, тя следва в Юридическия факултет на Карловия университет, но не завършва обучението си поради семейни причини (раждането на дъщеря ѝ Яна) и любовта ѝ към театъра.
Участва в театралните трупи на Валденския театър, театър „Анна Седлачкова“ и театър „С. К. Нейман“ (сега театър „Под палмовку“) в Прага. Работи и като художествен ръководител на рецитационни и театрални колективи, и също като учител по сценична реч, особено в литературното и драматично студио Šrámkova dom в Соботка (1962 – 1969), но също и в Йичин, в Кралупи над Вълтава и в Прага (Рецитаторско студио KRUH).
Ева Зееманова се запознава с есперанто и започва да го учи през 1946 г. През 1954 г., заедно със съпруга си Антонин Зееман, тя основава и ръководи есперантската актьорска трупа „Зелената количка на Дюла Баги“ (Verda Čaro de Julio Baghy) в Прага, която работи в помещенията на театъра „Мала сцена“, където по-късно се помещава театър „Семафор“, а след това Драматичен клуб. Тя е почетен член на Чешката есперанто асоциация и Световната есперанто асоциация.
Прави преводи на произведения на чешки и чуждестранни автори на есперанто и на чешки език. В превежданите от нея пиеси често играе главните роли.
Ева Зееманова умира на 21 януари 1999 г. в Прага.

## Преводи
- Maryŝa – превод на Maryša от братя Алоис и Вилем Мърщик[1]
- Patrino – превод на Matka от Карел Чапек
- Legendo pri amo – превод на Legenda o lásce от Назъм Хикмет
- Pigmaliono – превод на „Пигмалион“ от Джордж Бърнард Шоу
- Nora – превод на „Куклен дом“ от Хенрик Ибсен
- Jean kaj mi – превод на Jean a já от Андре Гуелма
- Ekskuso de mortaj knabinoj – превод на Výlet mrtvých dívek от Ана Зегерс
- Kramářské písně – превод на приказки на Франтишек Лазецки[1]
- Meze de Eŭropo… skize pri la historio de Ĉeĥoslovakio – с Адолф Станура и Олдржих Книхал